# 夢見る少女じゃいられない
『夢見る少女じゃいられない』（ゆめみるしょうじょじゃいられない）は相川七瀬のデビュー・シングル。1995年11月8日、cutting edgeよりリリースされた。

## 解説
織田哲郎のプロデュースでビーイングのスタジオを使用していたため、当初はビーイング管轄と間違われたことが多かった。
織田が全面プロデュースした最初の作品。モノクロームの上、相川の顔のほとんどに、髪がかかって見えないジャケット写真には反対意見も多かったが、織田の一存で、この形となった。
デビュー曲でありながら36万8千万枚を売上、自身4番目のヒットを記録。
ブラジルでは、以前から日系ブラジル人3世の団体「Group Sansay」の振付による「マツリ・ダンス」と呼ばれるブラジル式盆踊りの定番曲のひとつになっており、2000年代以降はアニメイベントなどでも踊られている。

## 収録曲
1. 夢見る少女じゃいられない
  - 作詞・作曲・編曲：織田哲郎

「SUPER NOVA RACING」CMソングとフジテレビ系ドラマ「Vの炎」エンディングテーマ。
『第47回NHK紅白歌合戦』に初出場した。
dreamやMi、デーモン小暮閣下や夢みるアドレセンスらにカバーされているほか、音楽ゲームの「beatmania GB2 ガッチャミックス」や「jubeat ripples APPEND」にも収録。
ユーロビートからはAlberto FerrarisによるアレンジとAnnerley Gordonによる英語歌詞でQUEEN REGINA名義による「DREAMY GIRL」、Claudio Accatino、Federico Rimonti、Roberto Festariによるアレンジ・英語歌詞でNIKITA JR.名義による「CAN'T STAY A DREAMY GIRL」のカバーもある[2]。
2019年10月18日放送の『モノシリーのとっておき 最強チャレンジ映像祭2時間SP』内のZOZOTOWNのCM「ZOZO歌謡祭」にて、相川が替歌を披露[3]。
2020年10月28日、Peaky P-keyが、「D4DJ presents CDTV 特別編　みんな歌える!神プレイリスト音楽祭」にてカバー、相川がシークレット・ゲストで登場[4]。さらにiOS/Androidの音楽モバイルゲーム「D4DJ Groovy Mix」に期間限定で無料配信される。[5]
2021年9月29日発売のHilcrhymeのアルバム『FRONTIER』に、男性視点のラップでカバーした「夢見る少女じゃいられない ～夢見ル少年～」が収録された[6]。
2. Miss You
  - 作詞・作曲：森徹也　編曲：森徹也・秋葉伸実

歌は3番まであり、サビの部分は全て英語。
2014年現在、ベスト・アルバムを含むいずれのアルバムにも収録されていない。
3. 夢見る少女じゃいられない （オリジナル・カラオケ）

## 収録アルバム
夢見る少女じゃいられない
- Red
- ID
- NANASE AIKAWA BEST ALBUM "ROCK or DIE"
- a-box 〜avex Best Hit Collection〜
- 十八番 〜J-POP 90's BEST〜
- MILLION 〜BEST OF 90's J-POP〜 RED